# Arthur de Gobineau
Joseph Arthur Comte de Gobineau (født 14. juli 1816, død 13. oktober 1882) var en fransk romanforfatter, som blev kendt for at have udviklet teorien om den ariske "herrerace" i sin bog Essai sur l'inégalité des races humaines ("Essay om de menneskelige racers forskelle"), udkom i to bind, 1853 og 1855. De førte til en egen Gobineau-kult i Tyskland fra den tyske oversættelse Versuch über die Ungleichheit der Menschenrassen, som kom i 1897. Gobineau blev anset som ophavsmand til den moderne raceteori og er et tidligt eksempel på forsøg på at begrunde racisme videnskabeligt. Bogen kom på engelsk i 1856, i en ny oversættelse i 1915 og udkommer fortsat i USA. Gobineau blev en vigtig ideolog for nazismens fremvækst i mellemkrigstiden og for nynazismen efter krigen.

## Liv og virke
Gobineaus fader var embedsmand og en trofast royalist, og hans moder, Anne-Louise Magdeleine de Gercy, var datter af en kongelig udnævnt tjenestemand i skattevæsenet. Han var imidlertid ikke adelig og lagde selv "comte" (greve) til sit navn.
I slutningen af Julimonarkiet i første halvdel af 1800-tallet levede Gobineau af at skrive populære føljetoner (romans-feuilletons) og artikler i reaktionære tidsskrifter. Han blev ven med Alexis de Tocqueville, historiker og samfundsforsker, og skrev med ham siden. Kun omkring 80 breve er bevaret. Det hjalp ham til at skaffe sig en position i det franske udenrigsministerium, mens de Tocqueville var udenrigsminister i den anden franske republik. Gobineau var diplomat for det andet franske kejserrige. Først var han stationeret i Persien (nu Iran) og kom til Brasilien og Grækenland og Sverige. I næsten 30 år.
Det var i udlandet, at han udviklede sine teorier om, at race skabte kultur. Han påstod, at de forskelle, som fandtes mellem de tre racer, "sorte", "hvide" og "gule", var naturlige barrierer, og at "raceblanding" nedbrød disse skillelinjer og førte til kaos. Han klassificerede ud fra egne antagelser sydlige Europa, østlige Europa, Mellemøsten, Centralasien og Nordafrika som "race-blandet".
Gobineau anså det for umuligt at de sorte og gule tilhørte den samme menneskefamilie som den hvide race, og at de havde et fælles ophav. Gobineau, der hverken var uddannet teolog eller naturforsker, og som skrev i tiden før evolutionsteorien var kendt, tog Bibelen som et sandhedsvidne og en korrekt fremstilling af den menneskelige historie i sin bog Essai sur l'inégalité des races humaines (1853-1855). Nutidens kristne forståelse er derimod, at alle mennesker deler det samme ophav i Adam og Eva. Gobineau mente derimod, at der intet fandtes i Bibelen, som hævdede, at farvede mennesker nedstammer fra samme ophav som hvide. Den hvide race var alle andre racer overlegen i at skabe en civiliseret kultur og opretholde en regering. Den europæiske civilisation repræsenterede det bedste af det, som var tilbage af oldtidens civilisationer. Hans hovedtese var, at den europæiske civilisation blomstrede fra Grækenland til Rom og germanerne, som hans samtidige kultur kom fra. Dette modsvarede oldtidens indoeuropæiske kultur, som Gobineau mente var den "ariske" kultur, og bestod af keltere, slavere og germanere. Senere kom Gobineau til at stramme omfanget af "arier" til kun at bestå af "den tyske race", la race germanique, og præsenterede således en racistisk teori om at arierne, det vil sige tyskere, udelukkende repræsenterede positive træk. Gobineau skrev oprindelig, at den hvide race efter de tidligere tidskurver for civilisationerne i Europa ville blive præget af raceblanding, og det ville føre til kaos. Han tilskrev den økonomiske uro i Frankrig til "raceforurening". Senere i livet, da de britiske og amerikanske civilisationer blev spredt og med Tysklands vækst, ændrede han mening til at den hvide race ville overleve.
Selv om Gobineau håbede at se europæisk magt spredt, støttede han paradoksalt nok ikke oprettelsen af kommercielle riger med deres ledsagende multikulturelle miljø, og konkluderede at denne udvikling indebar en ødelæggelse af "bedre racer". I stedet så han den senere periode af 1800-tallets imperialisme som en degenererende proces i Europa. I henhold til hans egenudviklede teori var de blandede befolkninger i Spanien, det meste af Frankrig og Italien, det meste af det sydlige Tyskland, det meste af Schweiz og Østrig, og dele af Storbritannien, havde baggrund i den historiske udvikling, at de græske, romerske og det osmanniske rige havde åbnet Europa for andre racer. Han mente også, at det sydlige og vestlige Iran, det sydlige Spanien og Italien bestod af degenererende racer fra raceblanding, og hele nordlige Indien bestod af en gul race.

## Betydning
Adolf Hitler og nazismen lånte meget af Gobineaus ideologi, skønt Gobineau ikke selv var udpræget antisemitisk. Gobineau skrev umiddelbart positivt om jøderne i Essai sur l'inégalité des races hvor han beskrev at de historisk havde været "et frit, stærkt og intelligent folk". Men han beskrev også at jøderne alle lignede hinanden, og at de holdt sig for sig selv uden at blande sig med andre racer. Han anså også jøder for at være ubeslægtet med "Ariere" og skabt separat af gud som deres egen art. Han beskrev at jøderne at hverken var i stand til at beholde deres eget sprog eller til at lære sprogene ordentligt i de lande hvor de boede, og han sagde at "når et folks mentale udvikling er fejlagtig eller uperfekt så lider deres sprog på samme måde... Det vises i sanskrit, græsk og den semitiske gruppe... de semitiske sprogs manglende præcision genspejles i de semitiske folks karakter".
Han var ikke uden interesse for ikke-europæiske kulturer og skrev med interesse om de kvindelige shamakhidanserne i Aserbajdsjan.
Mange havde skrevet om racer før Gobineau, men han var den første som talte for, at biologiske forskelle i racers evner og egenskaber var en betydningsfuld drivkraft i verdenshistorien. Af den grund karakteriseres han som "racismens fader" og som en intellektuel forløber til ideologierne der findes hos Ku Klux Klan og nazismen. Gobineaus hovedværk Essai sur l'inégalité des races humaines tiltrak sig ikke megen opmærksomhed, da det udkom. Det skete først 20 år senere, da han blev ven med den tyske komponist Richard Wagner, som optog mange af Gobineaus ideer i sin egen teori om germansk identitet og som kombinerede disse ideer med sine egne anti-semitiske holdninger. De to mænd døde omtrentlig samtidig med nogen måneders mellemrum. Wagner-Bayreuth-bevægelsen, Der Bayreuther Kreis, først en gruppe Wagner-beundrere, senere blev den udvidet til at være tilhængere af nationalistisk tysk politik og var dem, som i særdeleshed fremmede og spredte Gobineaus tanker i Tyskland. Gobineaus ideer påvirkede Houston Stewart Chamberlain, politisk filosof og Wagners svigersøn og arvtager til Wagners rolle som hovedfortaler for pangermanisme og antisemitisme i Tyskland - og Hitlers ideologiske mentor. Således blev Gobineaus raceteorier en hjørnesten i Nazismens raceideologi og for de forbrydelser, der udførtes i dens navn.

## Forfatterskab

### Sagprosa
- The Moral and Intellectual Diversity of Races, J. B. Lippincott, 1856 (rep. by Garland Pub., 1984).
  - The Inequality of Human Races, G. P. Putnam's Sons, 1915.
  - The Inequality of Human Races, William Heinemann, 1915 [Thurland & Thurland, 1915; Howard Fertig Pub., 1967; Rep., 1999].
- Gobineau: Selected Political Writing, Michael D. Biddiss (red.), Jonathan Cape, 1970.
- Comte de Gobineau and Orientalism: Selected Eastern Writings, Geoffrey Nash (ed.), Routledge, 2008.

### Romaner
- Typhaines Abbey: A Tale of the Twelfth Century, Claxton, Remsen and Haffelfinger, 1869.
- Romances of the East, D. Appleton and Company, 1878 [Rep. by Arno Press, 1973].
  - «The History of Gamber-Ali» i The Universal Anthology, Vol. XX, Merrill & Baker, 1899.
  - Five Oriental Tales, The Viking Press, 1925.
  - The Dancing Girl of Shamakha and other Asiatic Tales, Harcourt, Brace and Company, 1926.
  - Tales of Asia, Geoffrey Bles, 1947.
  - Mademoiselle Irnois and Other Stories, University of California Press, 1988.
- The Golden Flower, G. P. Putnam's Sons, 1924 [Rep. by Books for Libraries Press, 1968].
- The Lucky Prisoner, Doubleday, Page and Company, 1926 [Rep. by Bretano's, 1930].
- The Crimson Handkerchief: and other Stories, Harper & Brothers, 1927 [Rep. by Jonathan Cape: London, 1929].
- The Pleiads, A. A. Knopf, 1928.
  - Sons of Kings, Oxford University Press, 1966.
  - The Pleiads, Howard Fertig Pub., 1978